# Planetbase
Planetbase («Планетная база») — компьютерная игра в жанре градостроительного симулятора и симулятора выживания, разработанная компанией Madruga Works. Действие игры происходит на необитаемой планете, куда прибывает небольшой отряд колонистов. Релиз игры состоялся 16 октября 2015 на платформе Steam.

## Игровой процесс
В процессе геймплея игрок управляет строительством базы космических колонистов, которые высаживаются на поверхности неизведанной планеты. Колонисты делятся на инженеров, рабочих, биологов, медиков и охранников. Игрок не управляет колонистами напрямую, а проектирует архитектуру базы, включая строительство жилых и технических модулей, а также занимается распределением ресурсов. Игра не имеет конечной цели кроме обеспечения выживания колонистов, которым угрожает смерть от недостатка кислорода, воды или еды. После создания базовых модулей, обеспечивающих доступ кислорода и воды, а также «биоферм» по выращиванию еды и столовых игрок может создать «спальные» модули для комфортного сна, производственные модули для переработки добытых на планете минералов в металл и переработки крахмала из растений в пластик, заводы по производству запчастей, михросхем, оружия и роботов, складские помещения, комнаты отдыха, охраны и т.д. Важным элементом геймплея является обеспечение поселения энергией для функционирования модулей, что реализуется посредством строительства вырабатывающих энергию модулей (ветряных генераторов или солнечных батарей) и энергоколлекторов. Реализована система обмена товарами с посещающими планету торговцами, прибытия новых колонистов и «туристов». Доступно четыре вида планет (пустынная, ледяная, спутник газового гиганта и «штормовая» планета), каждый из которых обладает своими особенностями.

## Отзывы
| Сводный рейтинг | Сводный рейтинг                                |
| Агрегатор       | Оценка                                         |
| --------------- | ---------------------------------------------- |
| Metacritic      | 70/100 (PС, 4 обзора) 70/100 (X360, 8 обзоров) |

Игра получила посредственные отзывы. На сайте-агрегаторе Metacritic рейтинг игры составляет 70 из 100 на основании 4 рецензий критиков.
Летом 2018 года, благодаря уязвимости в защите Steam Web API, стало известно, что точное количество пользователей сервиса Steam, которые играли в игру хотя бы один раз, составляет 361 192 человека.